# NGC 66
NGC 66 (również PGC 1236) – galaktyka spiralna z poprzeczką (SBb), znajdująca się w gwiazdozbiorze Wieloryba w odległości około 287 milionów lat świetlnych. Odkrył ją Frank Muller w 1886 roku.